# Dogma 95

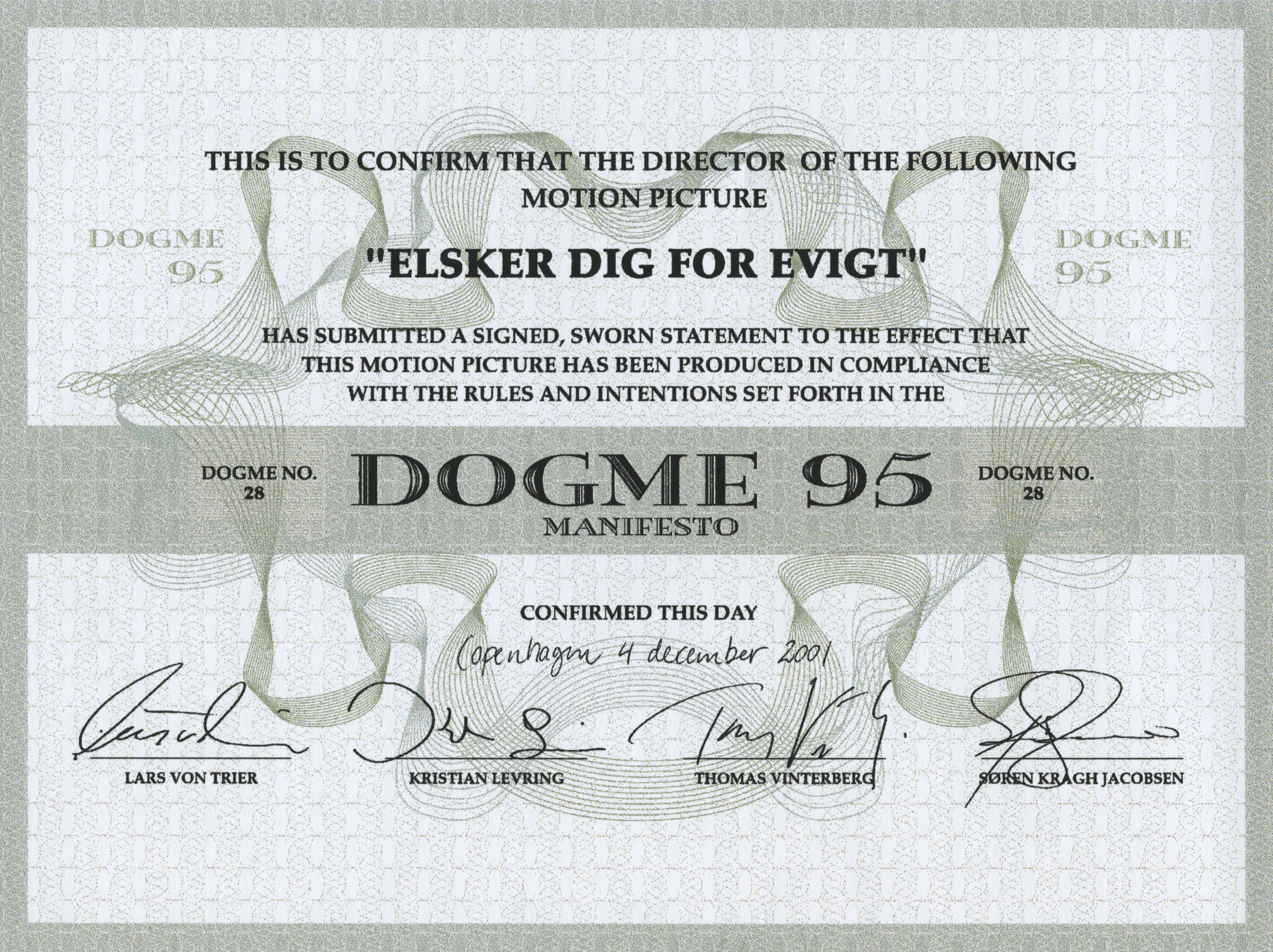
Certificado de Dogma para la película de Susanne Bier Elsker dig for evigt (Open Hearts, 2001), Dogme n.º 28.

Dogma 95 (Dogme'95, en danés, y conocido en español simplemente como Dogma) fue un movimiento fílmico vanguardista, iniciado en 1995 por los directores daneses Lars von Trier y Thomas Vinterberg, quienes crearon el Manifiesto del Dogma 95 y el Voto de Castidad Dogma95, que consiste en cumplir con las 10 reglas del Dogma. El movimiento fue una propuesta enraizada en Europa y en el autodenominado «complejo danés» que surgió con la idea de plantear algo similar al retorno de la Nouvelle Vague. Las reglas que establecieron servían para hacer un cine inspirado en los valores tradicionales de historia, actuación y tema, y que excluía el uso de elaborados efectos especiales o tecnología. Más tarde, se unieron Kristian Levring y Soren Kragh-Jacobsen, también daneses, y se formó el Colectivo Dogma 95, también llamado Hermanos Dogma. Además, desde el 2001, se unió también Lone Scherfig, la primera mujer en pertenecer al movimiento. El Dogma, finalmente, cayó en el 2005, debido a la imprecisión de ciertas reglas del "Voto de Castidad".
El género ganó popularidad internacional debido, parcialmente, a su accesibilidad. Despertó interés en cineastas desconocidos, al sugerir que uno puede realizar una película de calidad sin depender de grandes presupuestos como los hollywoodenses. Los directores utilizan los subsidios de gobiernos europeos y la financiación de los canales de televisión en su lugar.

## Historia

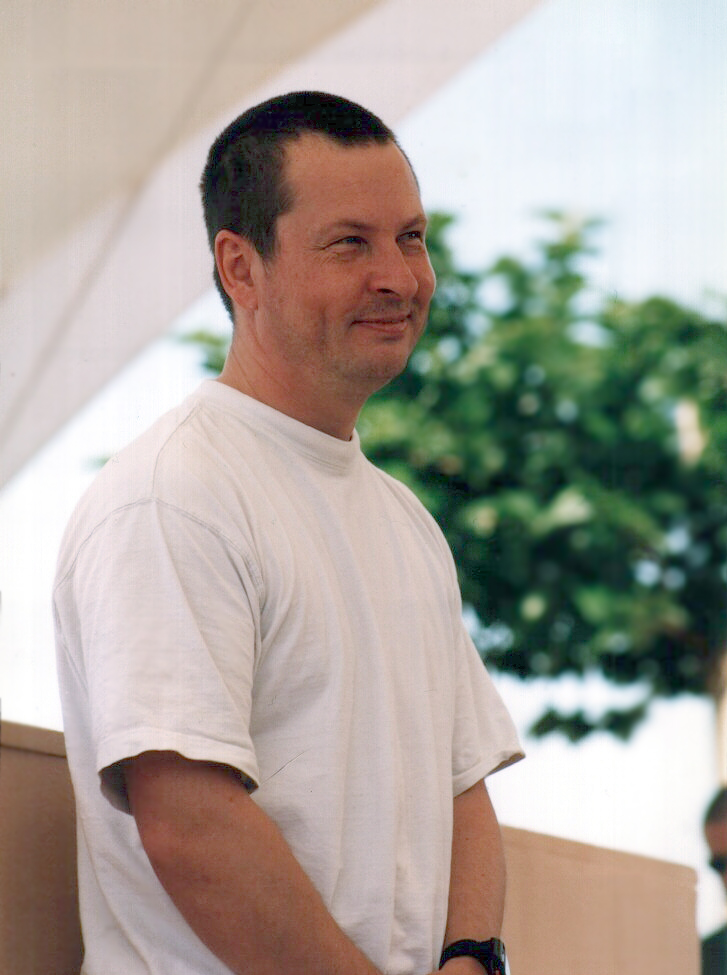
Lars von Trier fue uno de los creadores del movimiento.

Los amigos Lars von Trier y Thomas Vinterberg escribieron y firmaron el manifiesto y sus «votos». Vinterberg afirmó que escribieron las piezas en 25 minutos. El manifiesto inicialmente imitaba la redacción del ensayo Une certaine tendance du cinéma français (1954), de François Truffaut, publicado en la revista francesa Cahiers du Cinéma.
Anunciaron el movimiento Dogma el 13 de marzo de 1995 en París, en la conferencia Le cinéma vers son deuxième siècle. El mundo del cine se reunió para celebrar el primer siglo de las películas y contemplar el futuro incierto del llamado cine comercial. En un llamado para hablar sobre el futuro del cine, Lars von Trier atrajo al público con panfletos rojos en los que se anunciaba el Dogma 95.
En respuesta a las críticas, von Trier y Vinterberg declararon que ellos solo quisieron establecer un nuevo reto: «En un negocio de presupuesto extremadamente alto, nos dimos cuenta de que debemos equilibrar la dinámica tanto como sea posible.»
La primera de las películas Dogma (Dogma #1) fue  La celebración/Festen (1998), de Vinterberg. Fue aclamada por la crítica y ganó un Premio del Jurado en el Festival de Cannes de ese año. La película Dogma Los idiotas, de von Trier, también se estrenó en Cannes ese mismo año, pero tuvo menos éxito. En ese largometraje, los actores tenían que vivir y no representar. Desde el lanzamiento de ambas películas, otros directores han realizado películas basadas en los principios del Dogma que reclaman el placer de realizar las cosas con dificultad y que dan una bofetada en la cara al gusto del público.
El actor estadounidense-francés y director Jean-Marc Barr fue el primer cineasta de origen no danés que dirigía una película Dogma: Lovers (Dogma #5). La película estadounidense Julien Donkey-Boy, de Harmony Korine  (Dogma #6), también se clasificó una película Dogma.[cita requerida]
El 4 de noviembre de 1999, en una entrevista a Lars von Trier, se le pregunta por qué se clasifican las películas La celebración y Los idiotas como Dogma, si están grabadas en video y no en 35mm. Lars von Trier contesta que, hablando con Soren Kragh, llegaron a la conclusión de que es muy difícil para un camarógrafo cargar una cámara de 35mm y que, además, por una cuestión de presupuesto, se decidió grabar en vídeo, y aclaró que esa regla se modificó: es el formato de distribución el que debe ser en 35mm.[cita requerida]
Para comprender mejor la evolución de Dogma 95, podemos dividir su historia en tres épocas: el lanzamiento del manifiesto y los primeros filmes (1995-1998); la apertura a influencias ajenas (1999-2001) y la autodisolución, con la consiguiente hibridación/desvirtuación (2002-hoy).
Het Zuiden (2004), dirigida por Martin Koolhave, incluyó un agradecimiento al Dogma 95. Originalmente, Koolhoven planeó grabarla como una película Dogma 95, y fue coproducida por la compañía Zentropa, de Von Trier. El director optó por no permitir que los principios Dogma limitaran su proceso creativo.[cita requerida]
Las películas Dogma se caracterizan por lucir un certificado que otorga la autenticidad del proyecto y de un número de matrícula. Este certificado lo expide un comité de jueces que valoran la película y verifican que cumple con el "Voto de Castidad". The Blair Witch Project, de Daniel Myrick y Eduardo Sánchez, fue rechazada por no cumplir el voto número 8, ya que se trataba de una película de terror.[cita requerida]

## Objetivos y reglas
El objetivo del colectivo Dogma es purificar el cine rechazando costosos y espectaculares efectos especiales, modificaciones de postproducción y otros trucos técnicos. Los cineastas se concentraron en la historia y la interpretación de los actores. Los directores buscan resistirse al canon cultural en el tratamiento, los temas, los riesgos, y tratan de dar mayor importancia a los procesos creativos y comunicativos que a las ganancias que puedan obtenerse de las películas. Su idea era que esta mejora del enfoque podría atraer a la audiencia, ya que no estaban alienados o distraídos por la sobreproducción, y así, podría configurar un público con el que se pudiese dialogar.

### Voto de Castidad
Lars von Trier y Thomas Vinterberg establecieron diez reglas que cualquier película Dogma debería cumplir. Estas normas, conocidas como el "Voto de Castidad", son las siguientes:
1. Los rodajes tienen que llevarse a cabo en locaciones reales. No se puede decorar ni crear un "set". Si un artículo u objeto es necesario para el desarrollo de la historia, se debe buscar una localización donde estén los objetos necesarios.
2. El sonido no puede mezclarse separadamente de las imágenes o viceversa (no debe usarse música, a menos que se grabe en el mismo lugar donde la escena se está rodando).
3. Se rodará cámara en mano. Se permite cualquier movimiento o inmovilidad debido a la mano. (La película no debe estar donde esté la cámara; al contrario, el rodaje debe ocurrir donde se dé la película).
4. La película tiene que ser a color. No se permite ninguna luz especial ni artificial (si la luz no alcanza para rodar una determinada escena, la escena debe eliminarse o, en rigor, se le puede enchufar un foco simple a la cámara).
5. Se prohíben cualquier efecto óptico y los filtros.
6. La película no puede tener una acción o desarrollo superficial (no pueden mostrarse armas ni pueden ocurrir crímenes en la historia).
7. Se prohíbe la alienación temporal o espacial. (Esto es para corroborar que la película tiene lugar aquí y ahora.)
8. No se aceptan películas de género.
9. El formato de la película debe ser el Académico de 35mm (1.37:1).
10. El nombre del director no debe aparecer en los títulos de crédito.[9]

## Usos y abusos
Las normas del Voto de Castidad se han eludido y se han roto desde la primera película Dogma que se produjo. Por ejemplo, Vinterberg confesó haber cubierto una ventana durante la grabación de una escena en La celebración. Con esto, él compró utilería en el set y usó «iluminación especial». Tampoco respetó el formato académico, sino que se utilizó un formato 1:1.37. Von Trier usó música de fondo (El cisne, de Camille Saint-Saëns) en Los idiotas, y también rompió con el formato, pues se usó uno de 1:1.33.[cita requerida]
Desde el 2002, a partir de la película trigésima primera, un director  ya no necesita tener su trabajo verificado por el tablero original para identificarlo como un trabajo de Dogma 95. Los «hermanos» fundadores han comenzado a trabajar en nuevos proyectos experimentales y han sido escépticos sobre la interpretación común del Manifiesto como un marca o un género. Finalmente, el movimiento se quebró en el 2005. Los directores suscriben un formulario en línea y registran una ficha que declara que ellos «creyeron, ciertamente, que la película... ha obedecido todas las reglas Dogma 95 como declara el Voto de Castidad».

## Crítica
El cineasta remodernista Jesse Richards criticó el movimiento en su Manifiesto Fílmico Remodernista, declarando en relación con el punto 10: «La película remodernista no es Dogma 95. No tenemos una lista de verificación pretenciosa que debe ser seguida precisamente. Este manifiesto debe ser visto sólo como un conjunto de ideas y sugerencias cuyo autor puede ser burlado e insultado a su antojo». El crítico fílmico estadounidense Armond White también criticó el movimiento, afirmando que era «el manifiesto que puso más cerca de hacer cine porno amateur». Él creía que el movimiento sería rechazado como insignificante por los historiadores de cine.

## Películas dogma destacadas
La lista completa está disponible en el sitio web Dogme95 (a través de Internet Archive).
- Dogma #2: Los idiotas
- Dogma #3: Mifune
- Dogma #4: The King Is Alive
- Dogma #5: Lovers
- Dogma #6: Julien Donkey-Boy
- Dogma #7: Interview
- Dogma #8: Fuckland
- Dogma #11: Diapason
- Dogma #12: Italian for Beginners
- Dogma #13: Amerikana
- Dogma #14: Joy Ride
- Dogma #15: Camera
- Dogma #17: Reunion.
- Dogma #18: Et Rigtigt Menneske
- Dogma #19: Når Nettene Blir Lange (Noruega)
- Dogma #20: Strass
- Dogma #21: Kira's Reason: A Love Story
- Dogma #22: Era Outra Vez
- Dogma #23: Resin
- Dogma #24: Security, Colorado
- Dogma #25: Converging with Angels
- Dogma #28: Elsker Dig For Evigt (Open Hearts)
- Dogma #29: The Bread Basket
- Dogma #30: Dias de Voda
- Dogma #31: El desenlace
- Dogma #32: Se til venstre, der er en Svensker
- Dogma #33: Residencia
- Dogma #34: Forbrydelser
- Dogma #35: Così x Caso

## Antecedentes
- Dziga Vertov, con The Man with the Movie Camera (1929), que formaron parte de los kinoks, un colectivo de cineastas soviéticos dedicados a la producción de cine de hechos, en la vida captada de improviso, evitando el uso de escenografía, accesorios y elementos del cine de representación.
- John Cassavetes, que trabajaba con amigos, poco presupuesto, poca iluminación, historias muy densas y pocos medios. Además, se liberó del trípode en Faces (1968).
- Sexo, mentiras y cintas de vídeo
- Teatro de Tenesse Williams, con pasiones reprimidas, oscuras y ocultas.
- Rompiendo las olas, del propio Lars von Trier, 1996, donde ya se apuntaban rasgos que se consolidaron luego en el manifiesto.
- La Nouvelle Vague. Al final de la escapada (1960), de Jean-Luc Godard.
- Como antes había hecho el neorrealismo italiano, Dogma sacó la cámara a la calle: véase Roma, ciudad abierta (1945).
- Alfred Hitchcock simuló, en La soga (1948), un estricto tiempo real, sin montaje aparente.
- Aprovechar las improvisaciones de los actores, como lo siguen haciendo Ken Loach, en   Lloviendo piedras (1993), y Robert Altman, en Vidas cruzadas (1993).